# Edelrauthütte
Die Edelrauthütte (auch Eisbruggjochhütte, italienisch Rifugio Passo Ponte di Ghiaccio genannt) ist eine Schutzhütte in Südtirol. Sie liegt auf 2545 m s.l.m. am Eisbruggjoch, einem Übergang zwischen dem Pfunderer und dem Lappacher Tal in den Pfunderer Bergen, einer Untergruppe der Zillertaler Alpen. Die Hütte wurde 1908 als Ausgangspunkt für Hochtouren in die Dreitausenderregion des nördlich gelegenen Zillertaler Hauptkamms eröffnet. 2016 wurde das ursprüngliche Gebäude durch einen kompletten Neubau ersetzt.

## Namen
Anfänglich wurde die Edelrautehütte nach ihrem Gründerverein, der Alpinen Gesellschaft Edelraute des Österreichischen Alpenklubs, benannt. Nach dem Ersten Weltkrieg wurde Südtirol von Italien annektiert, das in der Folge alle deutschen und österreichischen Schutzhütten enteignete. Im Rahmen der anschließenden faschistischen Italianisierung wurde der Name Edelrautehütte, der auf die 1925/26 erbaute Edelrautehütte in den steiermärkischen Rottenmanner Tauern überging, durch das italienische Rifugio Passo Ponte di Ghiaccio ersetzt. Durch die wörtliche Übersetzung des italienischen Namens ins Deutsche entstand Eisbruggjochhütte, ein weiterer, vor allem im Volksmund gebräuchlicher Name. Obwohl sich im Grundbuch neben der italienischen Benennung immer noch die Form Edelrautehütte findet, ist Edelrauthütte heute der gebräuchlichste Name.

## Geschichte

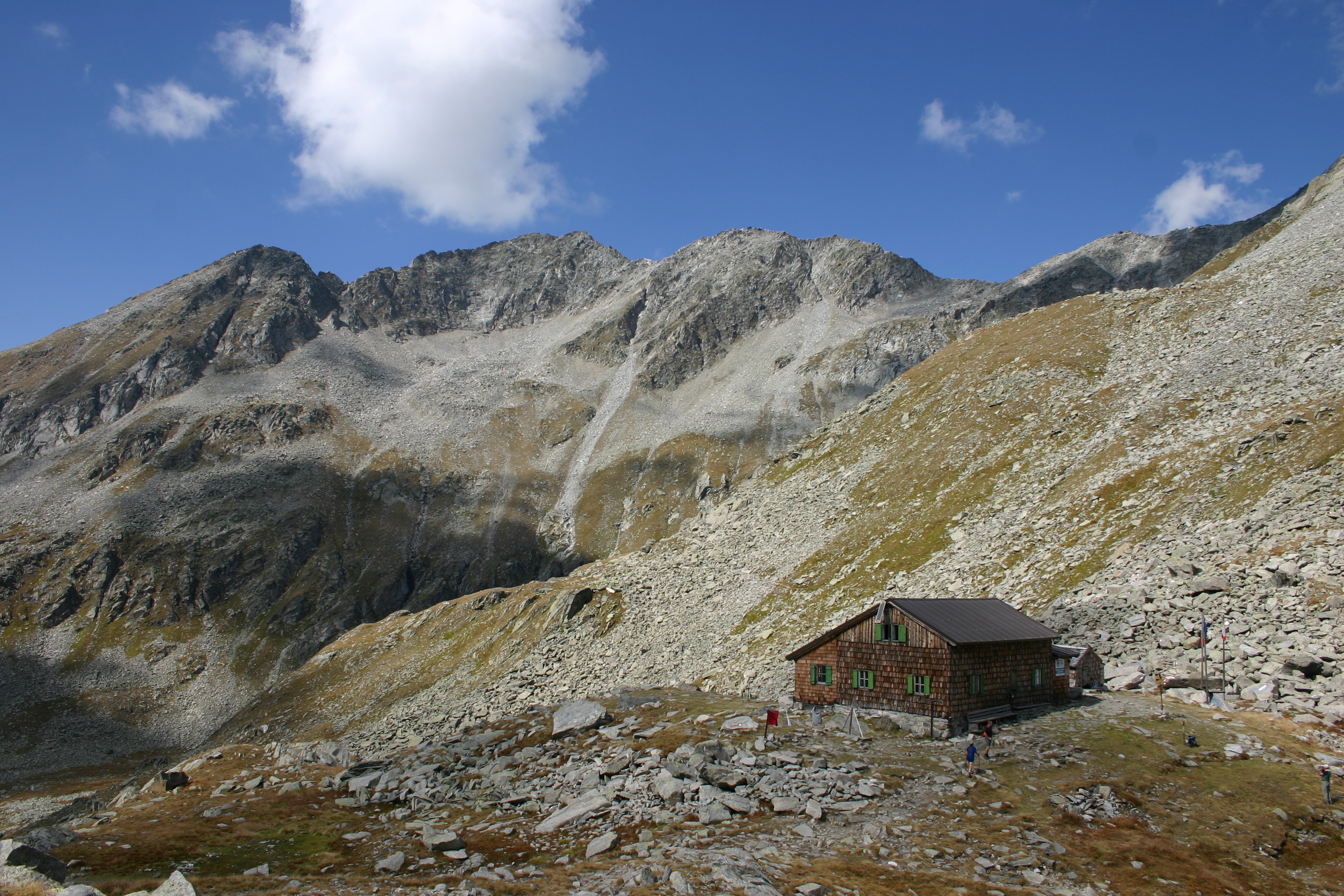
Die alte Edelrauthütte 2006

Bereits 1895 plante der Hüttenausbau-Ausschuss der Sektion Berlin des DuOeAV am Eisbruggjoch eine Jubiläumshütte, die „den Besuch des Hochfeilers und noch einiger Gipfel im westlichen Theile des Zillerthaler Hauptkammes für die (…) Alpenreisenden wesentlich erleichtern“ sollte.
1906 erwarb die Alpine Gesellschaft Edelraute des Österreichischen Alpenklubs in Wien ein Baugrundstück am Joch und errichtete im folgenden Jahr die Edelrautehütte, die am 17. August 1908 im Beisein des kaiserlichen Ministerialrats und Alpinisten Josef Daimer feierlich eingeweiht wurde. Von Anfang an war der Gletscherstützpunkt gut besucht: Im Schlechtwettersommer 1910 wagten immerhin noch 95 frühe Pioniere den Anstieg.
Nach dem Ersten Weltkrieg wurde Südtirol von Italien annektiert, das in der Folge alle auf dem Staatsgebiet liegenden deutschen und österreichischen Schutzhütten enteignete. Die Verwaltung des Rifugio, das damals bewirtschaftet wurde und gleichzeitig der italienischen Finanzwache als Stützpunkt diente, übernahm die Sektion Brixen des CAI.
Nach dem Zweiten Weltkrieg war das Schutzhaus stark verwahrlost und von Vandalen beschädigt worden. 1950 wurde es zwar wieder instand gesetzt und  bewirtschaftet, 1964 aber, auf dem Höhepunkt der Unruhen wegen der unzureichenden Autonomie Südtirols, erneut militärisch besetzt. Erst seit 1972 ist die Edelrauthütte wieder für Bergsteiger geöffnet und touristischer Stützpunkt auf den bekannten Höhenwegen. Da sich an Spitzentagen bald Raumnot bemerkbar machte, erhielt sie 1976 einen Nebenbau mit Winterraum und Schlaflagern, kurz darauf ein Elektrizitätswerk. Bereits damals besorgte ein Armeehubschrauber den Materialtransport. Heute noch verfügt die Edelrauthütte über keine Zufahrt oder Materialseilbahn.
Zusammen mit 24 weiteren vom Staat enteigneten Schutzhütten ging die Edelrauthütte 1999 in das Eigentum der Autonomen Provinz Bozen – Südtirol über; mit Jahresende 2010 lief die Konzession zu deren Führung durch den CAI aus. Seit 2015 wird das Land Südtirol bei der Verwaltung der Hütte (Vergabe an Pächter, Überwachung der Führung, Sanierungsmaßnahmen) durch eine paritätische Kommission unterstützt, in der neben der öffentlichen Hand auch der AVS und der CAI vertreten sind. Nachdem bereits 2011 die Landesregierung aufgrund des schlechten baulichen Zustandes die Neuerrichtung der Hütte beschlossen hatte, wurde 2015 und 2016 das Projekt des Brixner Architekturbüros MoDus Architects verwirklicht. Die Kosten der Bauarbeiten, bei denen zunächst der Neubau errichtet und anschließend die unmittelbar danebenstehende alte Hütte abgerissen wurde, betrugen rund 2,9 Millionen Euro.

## Zustieg

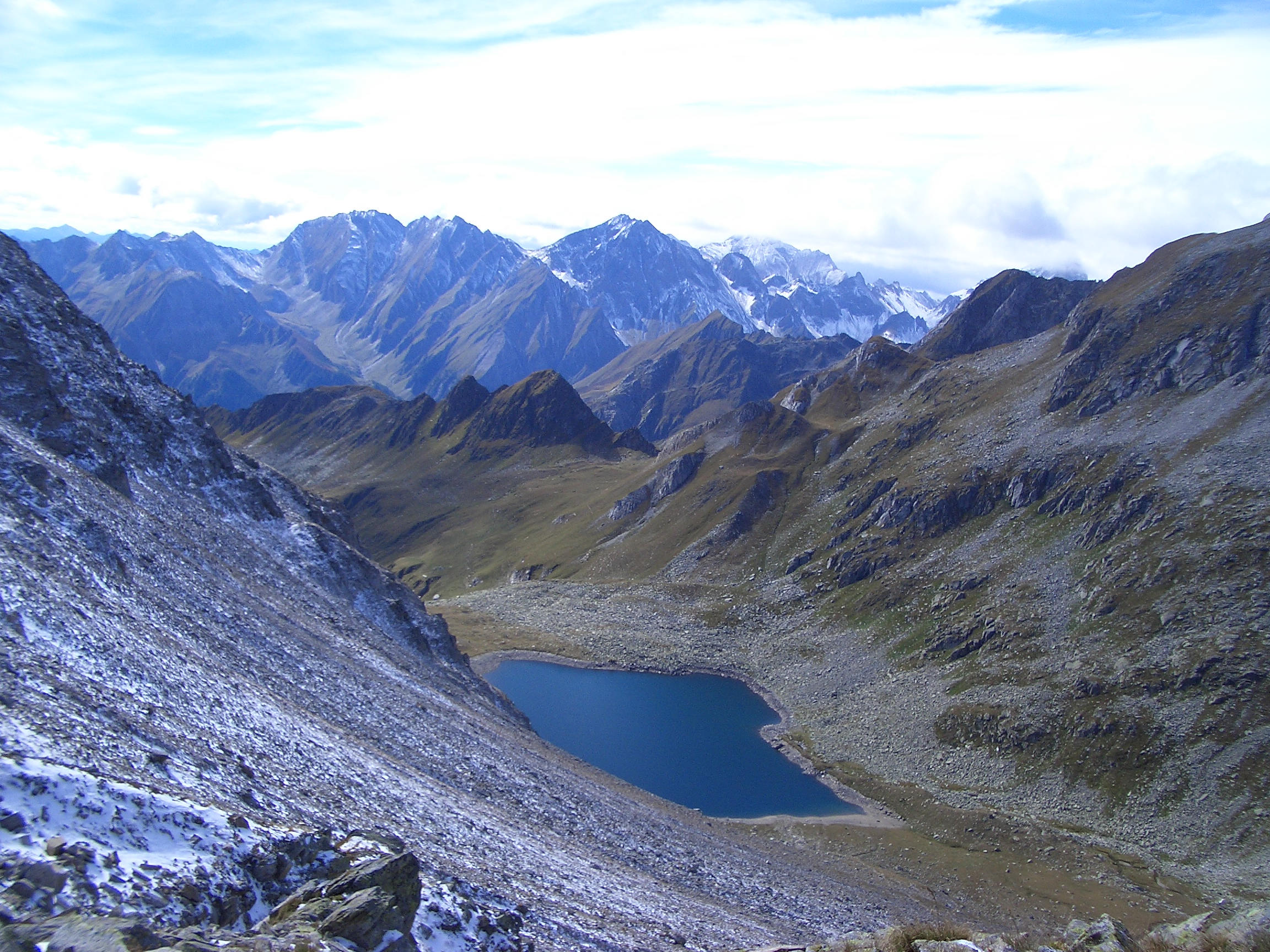
Der Eisbruggsee vom Eisbruggjoch aus gesehen

Die Edelrauthütte ist über drei Hauptzustiege erreichbar:
- vom Neves-Stausee im hinteren Lappacher Tal in etwa 2½ Stunden,
- vom Weiler Dun in Pfunders in 3 Stunden,
- von der Hochfeilerhütte über die Niedere Weißzintscharte in 5–6 Stunden. ACHTUNG: Weg gesperrt seit 2. August 2023, Details siehe unter Übergänge

## Höhenwege
Die Hütte ist ein wichtiger Stützpunkt an bestimmten Höhenwegen:
- Pfunderer Höhenweg (Bruneck – Sterzing, 5–6 Tage)
- Neveser Höhenweg (1 Tag)
- Brenner – Schwarzenstein – Speikboden (5–6 Tage)

## Gipfel
Von der Edelrauthütte aus erreicht man unter anderem folgende Gipfel:
- Hochfeiler (3510 m)
- Hoher Weißzint (3371 m)
- Niederer Weißzint (3263 m)
- Östliche Hochwart (3068 m)
- Westliche Hochwart (3045 m)
- Großer Möseler (3479 m)
- Napfspitze (2888 m)

## Übergänge
- Neveser Sattel – Furtschaglhaus (5 – 6 Stunden, ernsthafte[7] Hochtour)
- Hochfeilerhütte – Pfitscher Joch – Schlegeisspeicher (7 Stunden) - ACHTUNG: Route seit 2. August 2022 bis auf Weiteres gesperrt wegen schwer überwindbarer Randkluft und instabilem Moränengelände im Bereich Gliderferner, bis zur unteren Weißzintscharte begehbar. Daher größerer Umweg zur Hochfeilerhütte über Gliderscharte und Unterberghütten erforderlich (Weg 8a über den Gliderbach zwischen Gliderscharte und Hochfeilerhütte wegen Brückenschaden seit 7. September 2023 ebenfalls gesperrt), dies führt zu einer Verlängerung der Gehzeit zur Hochfeilerhütte auf etwa 10 Stunden, unter Auslassung der Hochfeilerhütte zum Pfitscher-Joch-Haus auf etwa 12 Stunden, Zwischenübernachtung während der Almsaison nach Vorreservierung möglich auf Oberer Engbergalm und im Brenninger Biwak.

## Karten und Literatur
- Topografische Wanderkarte Tabacco-Verlag, Udine, Blatt 37, 1:25.000, Hochfeiler, Pfunderer Berge
- Kompass Wanderkarte, Blatt 082, 1:25.000 Ahrntaler Berge
- Kompass Wanderkarte, Blatt 081 1:25.000, Pfunderer Berge
- Anton Weissteiner, Monika Leitner: 100 Jahre Edelrauthütte. Geschichte, Geschichten und Tourenvorschläge rund um ein uriges Südtiroler Schutzhaus. Club Alpino Italiano, Brixen 2008
- Alberto Winterle u. a.: Edelrauthütte. In: Turrisbabel 91: Schutzhüttenwettbewerbe, Fachzeitschrift der Architekturstiftung Südtirol, Oktober 2012, S. 4–50. ISSN 2281-3292